# Pulsatilla pratensis
Espèce
Synonymes
- Anemone affinis (Lasch) G.Don[2]
- Anemone campaniflora Stokes[2]
- Anemone helleboriflora Richt. ex Pritz.[2]
- Anemone nigricans (Störck) A. Kern.[3]
- Anemone nigricans (Störck) Fritsch[2]
- Anemone obsoleta Steud.[2]
- Anemone pratensis L. (préféré par GRIN)[3]
- Anemone pratensis L.[4]
- Anemone propinqua G.Don[2]
- Anemone zichyi Schur[2]
- Pulsatilla affinis Lasch[2]
- Pulsatilla nigricans Störck[2] [3]
- Pulsatilla obsoleta Sweet[2]
- Pulsatilla pratensis (L.) Mill.[2] [3]
- Pulsatilla pratensis (Störck) Zämelis[3]
- Pulsatilla reflexa Gilib.[2]
- Pulsatilla zichyi Schur[2]

La pulsatille des prés (Pulsatilla pratensis) est une espèce de plante vivace de la famille des Renonculacées. Elle est répandue en Europe centrale et orientale. Lors de sa floraison, elle développe une tige velue au bout de laquelle on trouve une fleur rouge ou violette en forme de cloche. Elle est toxique, mais la toxine peut être éliminée par la chaleur ou le séchage. Elle a des propriétés thérapeutiques.

## Liste des sous-espèces
Selon Catalogue of Life (2 juin 2017) :
- sous-espèce Pulsatilla pratensis subsp. hungarica Soó
- sous-espèce Pulsatilla pratensis subsp. nigricans (Störcke) Zämelis
- sous-espèce Pulsatilla pratensis subsp. pratensis
- sous-espèce Pulsatilla pratensis subsp. ucrainica

Selon NCBI (2 juin 2017) :
- sous-espèce Pulsatilla pratensis subsp. nigricans

Selon Tropicos (2 juin 2017) (Attention liste brute contenant possiblement des synonymes) :
- sous-espèce Pulsatilla pratensis subsp. bohemica Skalický
- sous-espèce Pulsatilla pratensis subsp. nigricans Zamels